# Fopius
Fopius är ett släkte av steklar. Fopius ingår i familjen bracksteklar.

## Dottertaxa tillFopius, i alfabetisk ordning[1]
- Fopius alternatae
- Fopius arisanus
- Fopius bevisi
- Fopius bonaefidei
- Fopius carpocapsae
- Fopius carpomyiae
- Fopius caudatus
- Fopius ceratitivorus
- Fopius dandenongensis
- Fopius deeralensis
- Fopius denticulifer
- Fopius desideratus
- Fopius ferrari
- Fopius illusorius
- Fopius kotenkoi
- Fopius longicauda
- Fopius longiexsistens
- Fopius marangensis
- Fopius myolejae
- Fopius mystrium
- Fopius niger
- Fopius okekai
- Fopius ottotomoanus
- Fopius oxoestos
- Fopius persulcatus
- Fopius pyknothorax
- Fopius rubrithorax
- Fopius ruficornis
- Fopius rufotestaceus
- Fopius schlingeri
- Fopius silvestrii
- Fopius skinneri
- Fopius spanistriae
- Fopius subalternatae
- Fopius taiwanicus
- Fopius vandenboschi